# Fantasia chez les ploucs (roman)
The Diamond Bikini
Cet article concerne le roman. Pour l'article sur le film, voir Fantasia chez les ploucs (film).
Fantasia chez les ploucs (The Diamond Bikini ) est un roman noir de Charles Williams, paru pour la première fois en 1956 sous le titre original anglais de The Diamond Bikini. Marcel Duhamel a traduit le roman en français dans la Série noire en 1957.
En 2017, une nouvelle traduction française de Laura Derajinski est publiée aux éditions Gallmeister, sous le titre, fidèle à l'original : Le Bikini de diamants.
Toute l'histoire est racontée par Billy, un petit garçon âgé de sept ans dont l'éducation a été faite sur les champs de courses. 

## Résumé
Billy a bien de la chance : cette année, il va en vacances avec son père chez son oncle Sagamore Noonan. En pleine prohibition, les temps ne sont pas faciles et Sagamore se sent persécuté par le shérif local. Celui-ci, qui persiste à croire que Sagamore fabrique de l'alcool de contrebande, rêve de le prendre en flagrant délit.
Là-dessus arrivent le docteur Severance et sa nièce, Miss Harrington, « convalescente » qui ne doit voir personne et passe son temps vêtue d'un maillot de bain minuscule qui va déclencher la ruée de tous les hommes du comté lorsque l'on apprendra sa disparition dans les marais. Pour couronner le tout, c'est l'ouverture de la chasse au lapin. Et cette année, les chasseurs en costume-croisé et mitraillettes sont particulièrement nombreux.

## Éditions françaises

### Fantasia chez les ploucs
Traduction française de Marcel Duhamel
- Série noire no 400, 1957
- Le Livre de poche no 1725, 1966
- Carré noir no 70, 1972
- Folio junior no 284, 1985
- Folio policier no 312, 2003
- Collection Piments, France Loisirs, 2006

### Le Bikini de diamants
Traduction française de Laura Derajinski
- Éditions Gallmeister, coll. « Totem » no 87, 2017  (ISBN 978-2-35178-591-1)

## Adaptation au cinéma
- 1971 : Fantasia chez les ploucs, film franco-italien écrit et réalisé par Gérard Pirès, avec Lino Ventura (Sagamore Noonan), Jean Yanne (Doc Noonan), Georges Demestre (Billy Noonan) et Mireille Darc (Caroline Harrington "Tchoo-Tchoo")